# Bianka
Bianka je žensko osebno ime.

## Izvor imena
Ime Bianka je različica ženskega osebnega imena Bianca.

## Pogostost imena
Po podatkih Statističnega urada Republike Slovenije je bilo na dan 31. decembra 2007 v Sloveniji število ženskih oseb z imenom Bianka: 32.

## Osebni praznik
Osebe z imenom Bianka lahko godujejo takrat kot osebe z imenom Blanka.